# Duvel (bier)
Duvel is een Belgisch blond speciaalbier van Brouwerij Duvel Moortgat uit Puurs-Sint-Amands. Het heeft een hoge gisting en wordt nog eens hergist op fles. Het alcoholpercentage bedraagt 8,5%.
Duvel wordt gedronken uit een tulpvormig glas, waar onderin een gravering van een D in het glas gekrast is om ervoor te zorgen dat het bier parelt (voorheen was er enkel een kras onderaan in plaats van een gravering).

## Ontstaan van een bierstijl
De directe voorloper van Duvel was Victory Ale, een donkere Scotch, die brouwerij Moortgat uitbracht na de afloop van de Eerste Wereldoorlog. Hiervoor gebruikte men de gisten van het Schotse bier McEwan's Scotch Ale, dat in die tijd met hergisting op fles werd uitgevoerd.
De naam van Victory Ale veranderde omstreeks 1923 in Duvel. Naar verluidt was deze naam afkomstig van een proeverij, waarbij een van de deelnemers, doelend op de sterkte van het bier, spontaan uitroept dat het "een echte duvel" was. Door deze naamsverandering werd Duvel de "goddeloze" tegenhanger van de abdijbieren, die in dezelfde periode opkwamen.
De gebruikte gist werd door bierprofessor Jean De Clerck aan een analyse onderworpen. Het bleek dat er 10 à 20 verschillende giststammen in aanwezig waren. Door zorgvuldige selectie zijn hiervan enkel de giststammen behouden die voor de optimale smakencombinatie zorgde.
Vanaf 1967 werd er geëxperimenteerd, samen met professor De Clerck, met een goudblonde versie. Deze versie werd in 1970 op de markt gebracht en verving het tot dan toe donkere bier.
Het succes van het bier inspireerde andere brouwers vanaf de jaren 1980 om hun eigen zware blonde bieren op de markt te brengen, waarbij de namen soms overduidelijk verwezen naar Duvel: Lucifer (1983), Sloeber (1983), Judas (1985), Satan Gold (1994). Bierkenner Michael Jackson noemde de zo ontstane bierstijl golden ales. Derek Walsh noemt ze sterke blonde.
Het bier werd zo belangrijk voor Brouwerij Moortgat dat zij, toen ze in 1999 op de beurs werd geïntroduceerd, de naam Duvel Moortgat aannam.

## Productiewijze
Duvel wordt met niet bijzonder veel meer gerst gebrouwen dan een gewone pils, maar voor de hoofdgisting wordt er nog glucose toegevoegd, die volledig wordt omgezet tot alcohol. 
Daardoor behoudt het bier de helderheid van een pils maar verkrijgt het een aanzienlijk hoger alcoholgehalte. Het wort wordt in afzonderlijke gistingskuipen door twee verschillende giststammen gefermenteerd. De twee zo ontstane basisbieren worden vervolgens in een bepaalde verhouding vermengd. Dit bier wordt gefilterd. Bij de botteling wordt een van de twee giststammen en een dosis suiker toegevoegd, voor de hergisting op fles.

## Varianten

### Groene Duvel
Tot maart 2021 werd er ook een variant van dit bier gebrouwen: de zogenaamde "Groene Duvel" of Duvel Green. Dit was gewoon het bier dat werd afgevuld zonder hergisting in de fles. Het alcoholpercentage was dan ook lager: 7%. Deze variant werd verkocht in flesjes van 25 centiliter. Het bekende rode Duvel-logo was hier in het groen aangebracht.

### Duvel Tripel Hop
In 2007 is er voor het eerst Duvel Tripel Hop gebrouwen. In eerste instantie was dit eenmalig, maar in 2010 bracht de brouwerij het bier nog eens op de markt na een Facebookactie van de "Lambiekstoempers". Duvel Tripel Hop werd op donderdag 30 september 2010 terug voorgesteld in het duvel depot te Breendonk. Het bier heeft een alcoholpercentage van 9,5%.

Vanaf 2012 werd beslist om van dit bier jaarlijks een variant te brouwen, elk jaar met een andere extra hopvariëteit. In 2012 koos men voor de Amerikaanse hopvariëteit Citra, geteeld in de Yakima Vallei, Washington. In tegenstelling tot de vorige brouwsels werd nu ook gekozen voor 33cl-flessen. In 2016 werden de zes Duvel Tripel Hops uitgegeven in het tijdelijke "Duvel Tripel Hop-sixpack". Vervolgens kan de consument stemmen op de drie beste varianten. Het bier dat verkozen werd tot de lekkerste Duvel Tripel Hop-smaak ooit (met Citra) wordt vanaf 2017 permanent gebrouwen. In 2019 komt een nieuwe Duvel Tripel Hop op de markt met de Amerikaanse hopvariëteit Cashmere. Vanaf maart 2020 wordt ook deze variant permanent op de markt gebracht.
| Jaar               | Derde hopsoort |
| ------------------ | -------------- |
| 2007/2010          | Amarillo       |
| 2012 en 2017-heden | Citra          |
| 2013               | Sorachi Ace    |
| 2014               | Mosaic         |
| 2015               | Equinox        |
| 2016               | HBC-291        |
| 2019 en 2020-heden | Cashmere       |

### Duvel 666
Duvel 6,66% wordt gemaakt met zes verschillende hopsoorten.

## Trivia

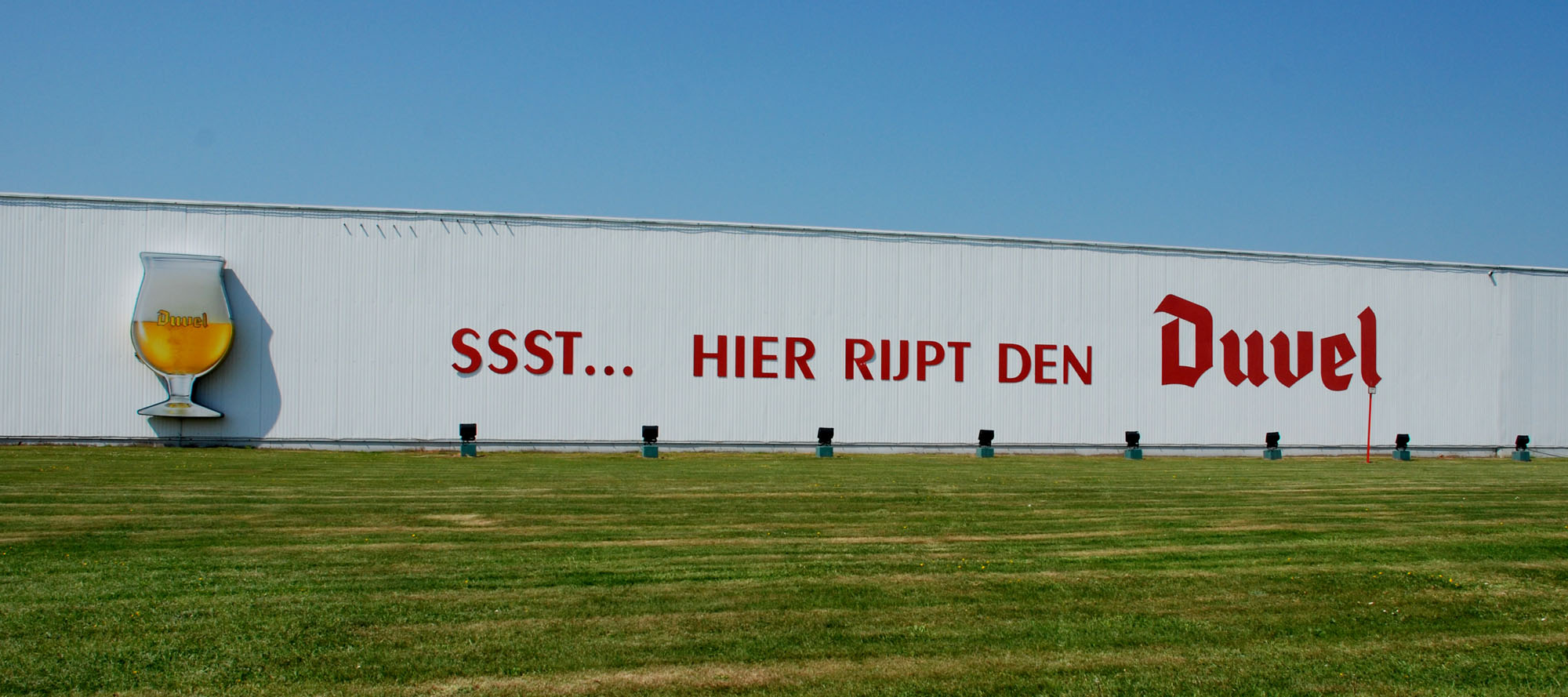
Ssst... hier rijpt den Duvel

- Tegenover de brouwerij is een café waar een groot bord staat met de tekst:
"Hier spreekt men van den Duvel geen kwaad"
- Op de loods naast de brouwerij staat de tekst:
"Ssst.... hier rijpt den Duvel", die in 2012 werd aangevuld met "Ssst.... hier rijpt ook de Duvel Tripel Hop".
- In het buitenland wordt Groene Duvel/Duvel Green soms verkocht als Duvel Single.
- Sinds 2009 wordt geëxperimenteerd met een sterkedrank op basis van Duvel, Duvel Distilled. In 2021 kwam de brouwerij met een langer gerijpte versie in een fles die de vorm van een omgekeerd Duvelglas heeft.
- Op ieder 1000ste flesje was, voor de introductie van de nieuwe etiketten in 2020, een variatie op het embleem met een duiveltje en engeltje te zien.[6]
- In 2020 verscheen het product van een samenwerking met de Amsterdamse Brouwerij 't IJ, 't IJ van de Duvel, een hazy IPA van 6.66%. Later werd zowel het recept als de naam veranderd, 't Ei van de Duvel is een Black Rye IPA.
- In 2021 werd Duvel 6,66% geïntroduceerd vanwege het 150-jarig bestaan van de brouwerij. Het bier bevat 6,66% alc. maar de naam is ook een verwijzing naar het getal van het beest of duivel.

## Prijzen
- In 2011 werd Duvel door Test-Aankoop na een test van 210 speciaalbieren uitgeroepen als behorende tot de 18 beste bieren (bieren waarover de 30 proevers unaniem lovend waren).[7]
- Brussels Beer Challenge 2012 - Gouden medaille voor Duvel Tripel Hop in de categorie Pale&Amber-Ale: Strong Blonde/Golden Ale

## Fotogalerij

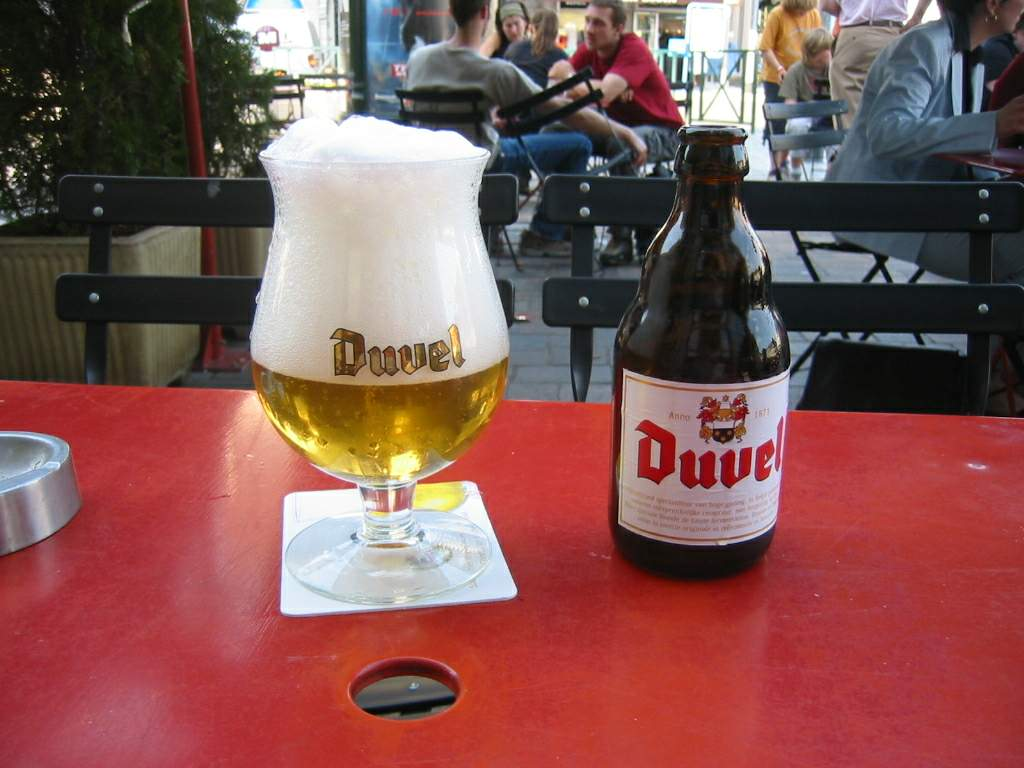
Een flesje en een glas van Duvel
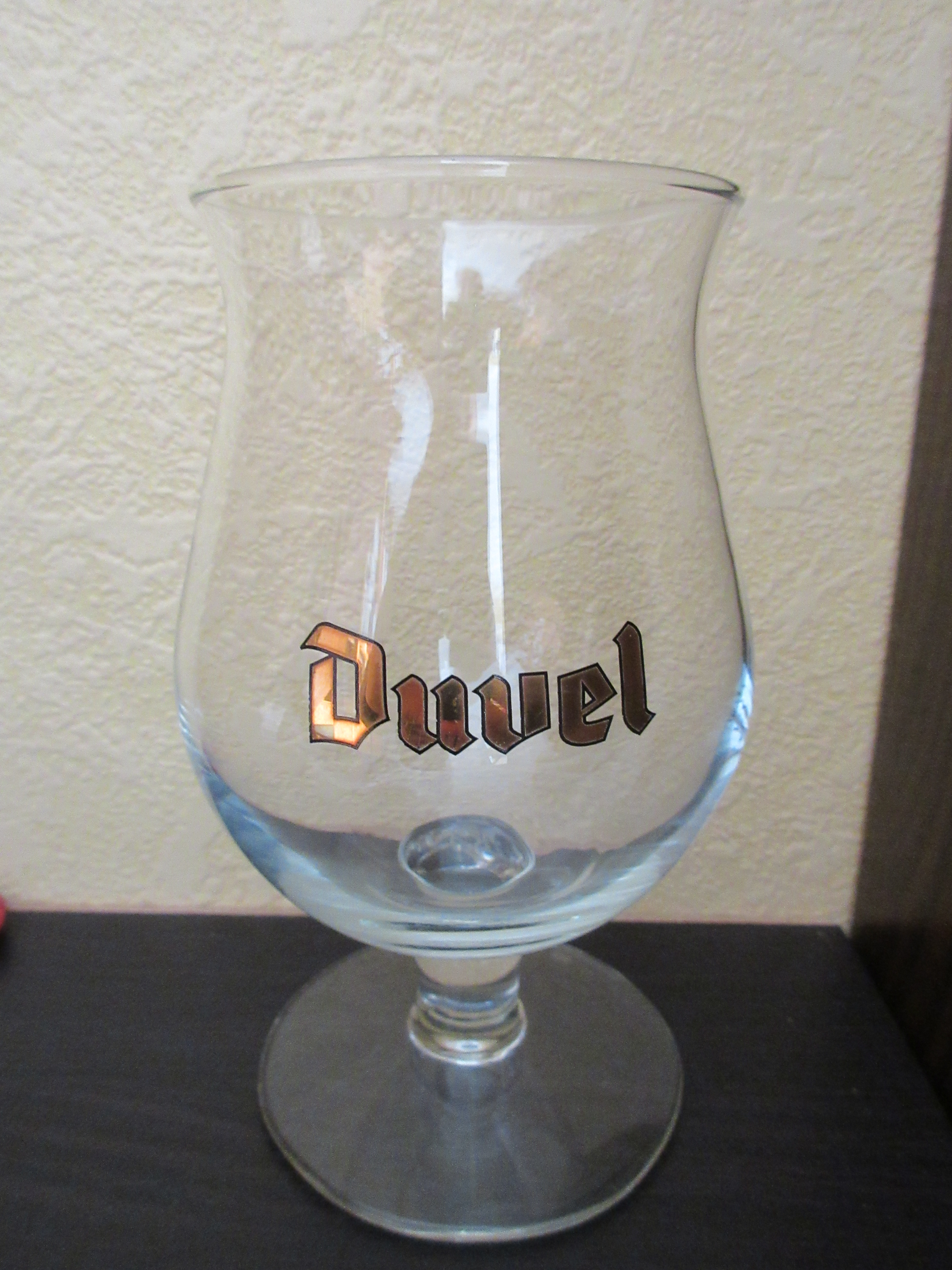
Een glas van Duvel
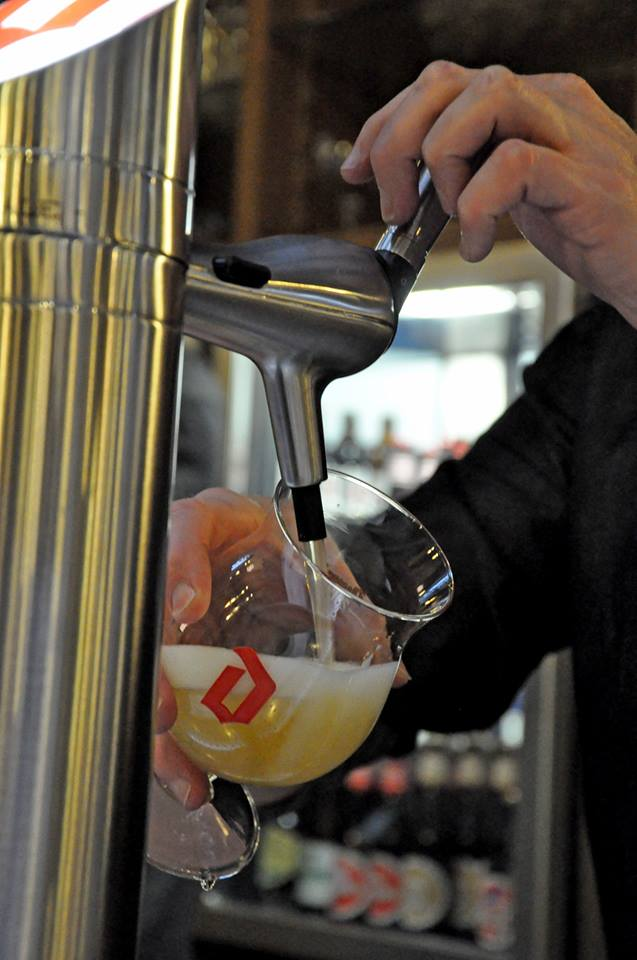
Duvel van 't vat
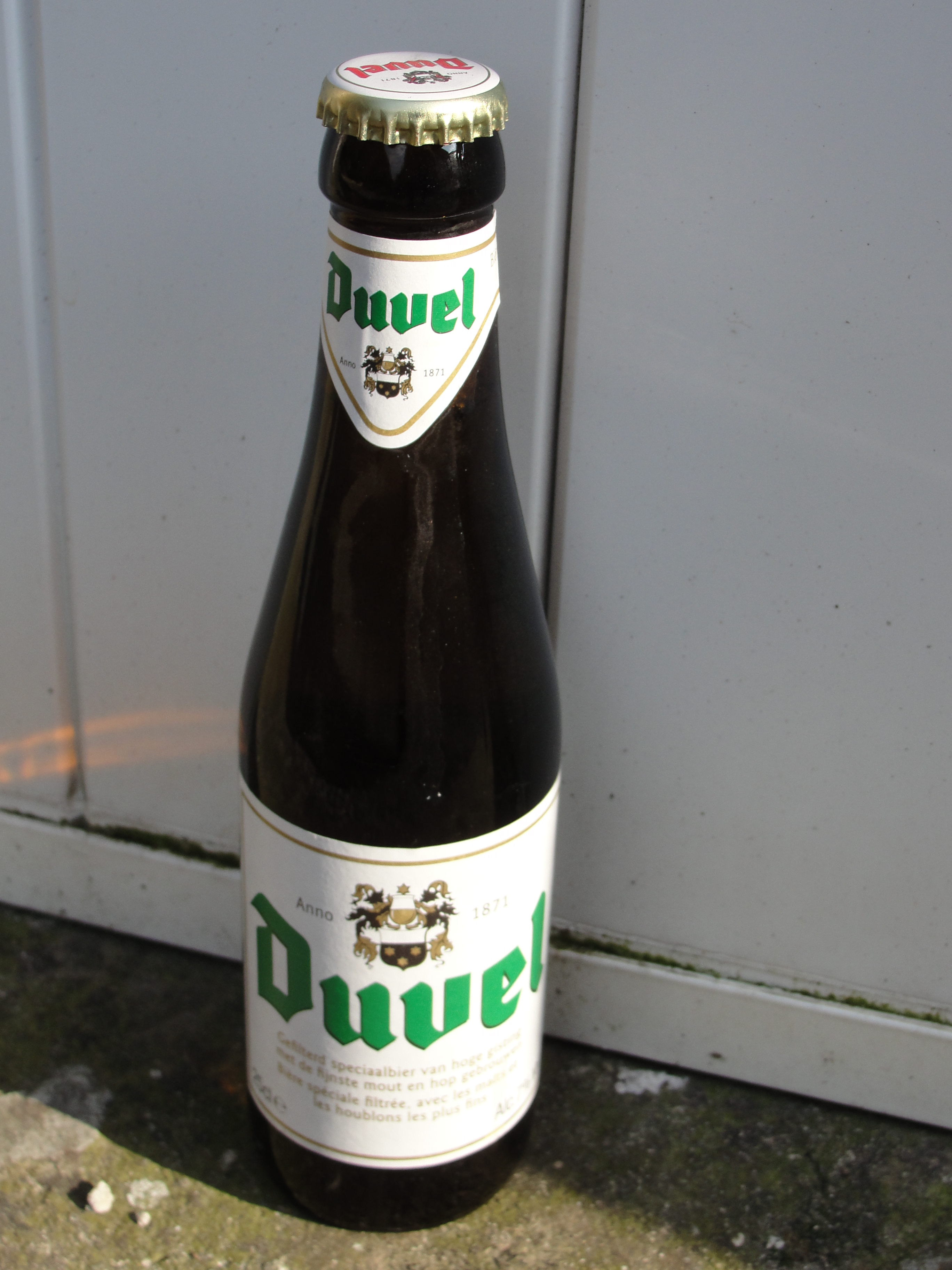
Groene Duvel
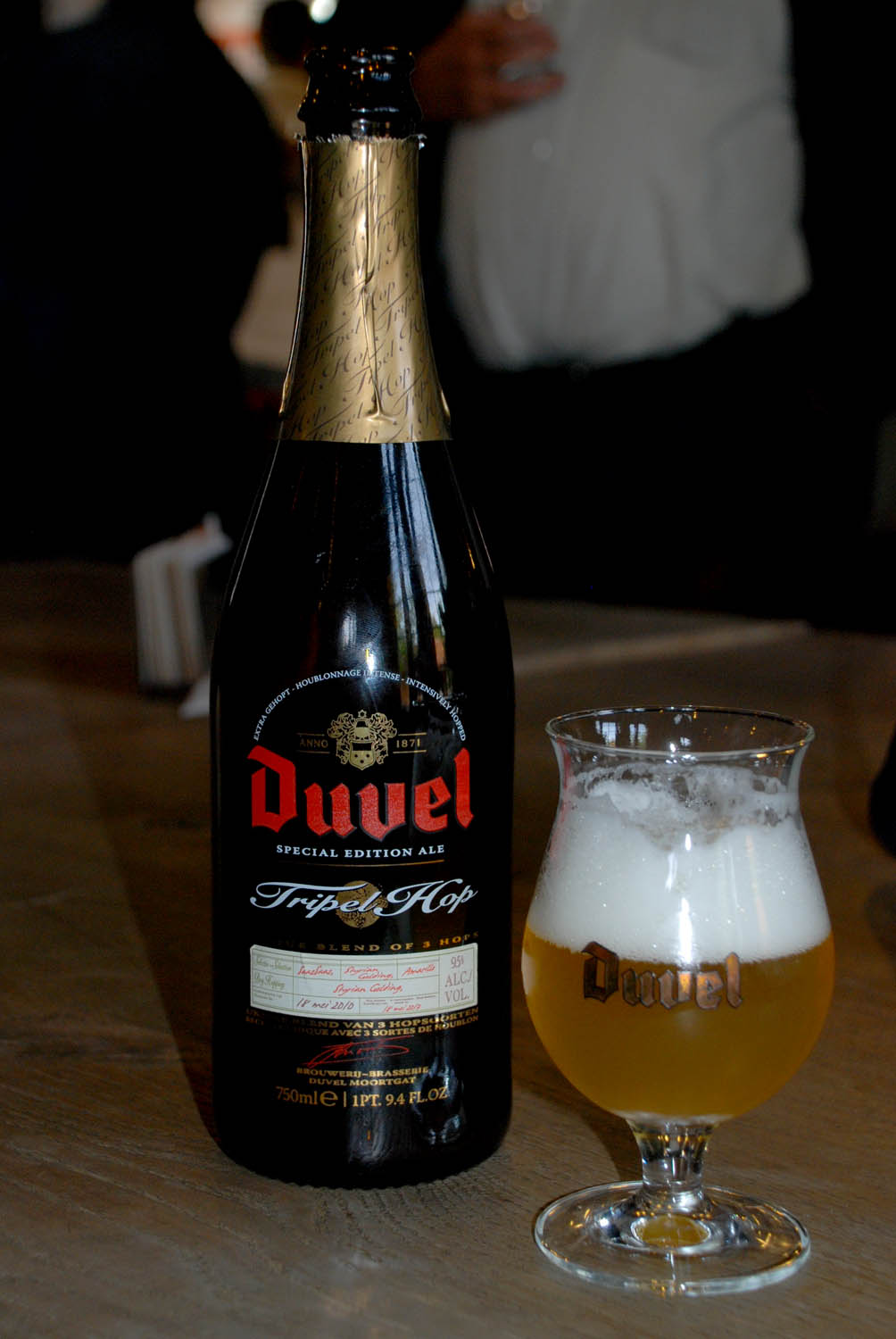
Duvel Tripel Hop 2010
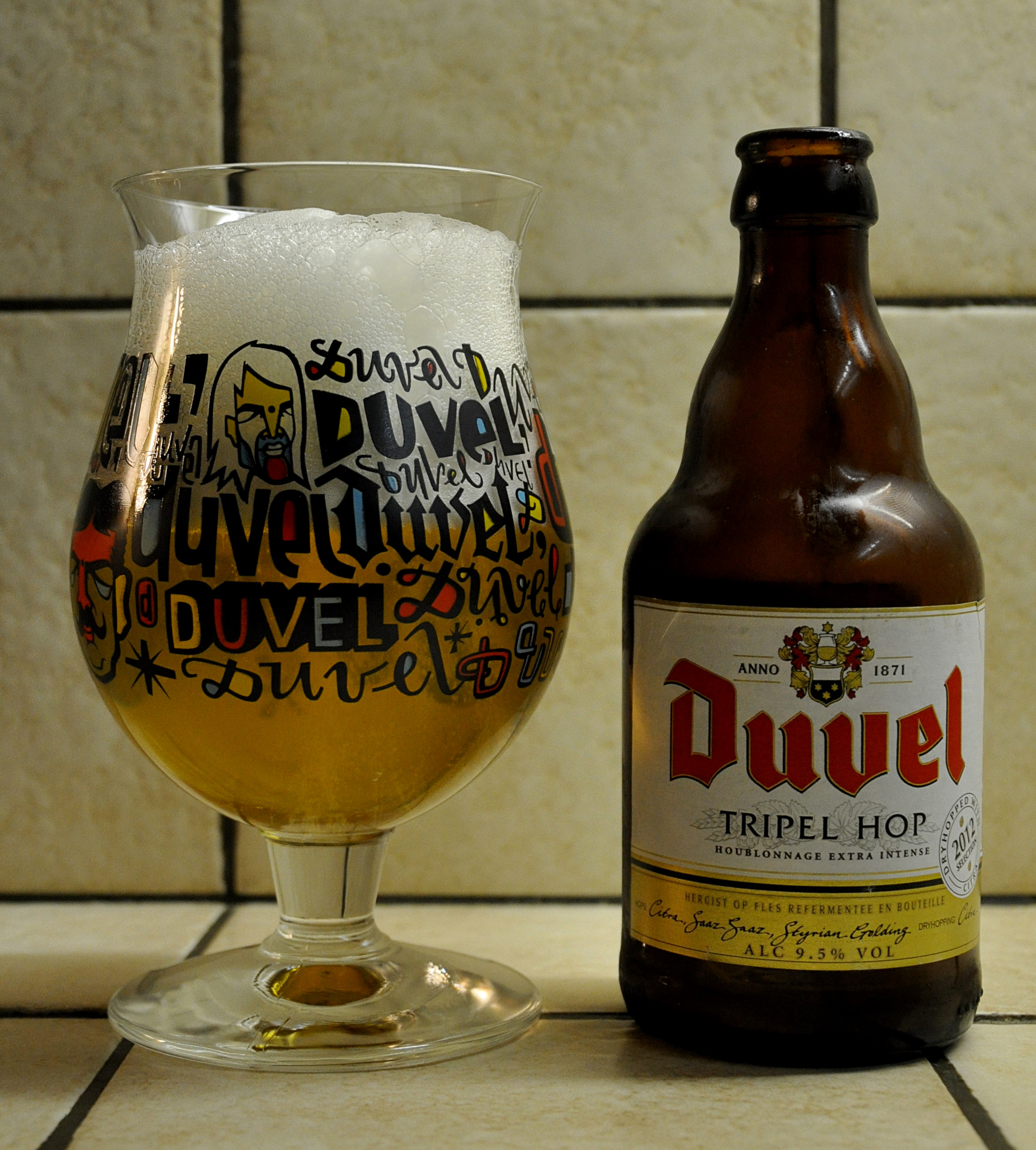
Duvel Tripel Hop 2012